# Руїба (округ)
Руїба (араб. دائرة رويبة) — округ Алжиру. Входить до складу вілаєту Алжир. Адміністративний центр — м. Руїба. Округ включає у себе 3 комуни. Площа — 2379 км². Населення — 134 263 особи (1998).
| Алжир | Це незавершена стаття з географії Алжиру. Ви можете допомогти проєкту, виправивши або дописавши її. |